# 圓通寺 (恵那市)
圓通寺（えんつうじ）は、岐阜県恵那市長島町正家にある曹洞宗の寺院。山号は長昌山。なお恵那市には山岡町原にも、圓通寺があるが、当寺と関係は無い。

## 歴史
古代に正家の地に建立された真言宗の寺院青松山　圓嶽寺が、
元亀3年（1572年）この地に侵攻した武田氏によって焼き払われたため、
慶長年間に本尊とされる観世音菩薩が堂が建てられて祀られるようになった。
元禄7年(1694年)6月、圓通寺が寺社奉行へ提出した書上帳によると、慶長元年(1596年)2月に正家地内上、沼荒地を観音田にしたいと庄屋の又右衛門、惣一郎が申し出たところ、岩村城代の兵庫佐(田丸主水)がこれを許したので観音田にしたとの一札が証文写しとして残されている。
正保4年（1646年）、千旦林大林寺三世の徳外玄隆が勧請開山し寺院となった。
その後、一旦寺格が平僧地となるが、三世の密門良重の代に平僧地から法地へと昇格した。
嘉永年間(1848～1855年)、八世の昭光靈寂の代に本堂の再建が成就した。
明治時代に入り、恵那三十三観音霊場が再整備された際には三十三番札所となった。
大正年間、伽藍が再建され、現在に至っている。

### 不動尊
享保元年(1716年)8月、願主　山内長左衛門・仲神紋左衛門・仲神輿蔵の3名により、
伊豆国三島で祀られていた不動明王と大般若経98巻を勧請し、福寿無量・病災消除の祈祷を行ったところ霊験が著しく、以後、禅門の祈祷道場として広く世人の知るところとなった。
特に十二世の眞學文鏡の代には、縁日の3月28日は、前日より宿泊の信者が堂に溢れ、当日には大井駅から不動殿まで参拝者の列の切れ目が無かったという。
そのため不動殿が狭くなったため、殿舎改築の発願がなされ、大正3年(1914年)3月に殿舎が完成し、4月に盛大な落慶法要と1週間にわたる受戒が行われた。

### 寺宝
元禄9年(1689年)作の仏涅槃図を所蔵しており、恵那市指定文化財となっている。